# アーネスト・トンプソン・シートン

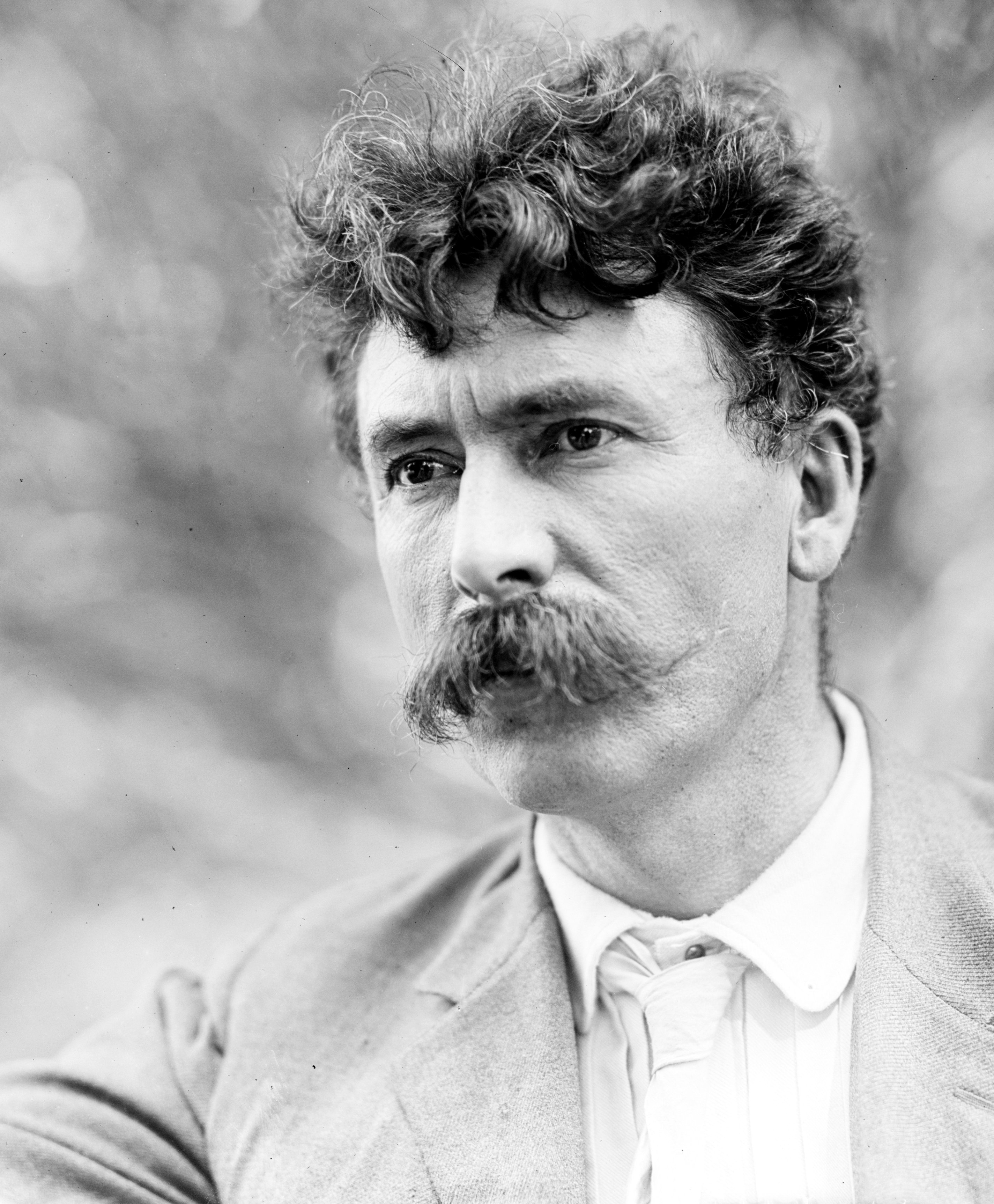
アーネスト・トンプソン・シートン

アーネスト・トンプソン・シートン（Ernest Thompson Seton、1860年8月14日 - 1946年10月23日）は、イギリス出身の博物学者、作家、画家である。
日本では『シートン動物記』で有名である。また挿絵も画家であるシートン自身が描いており100点をこえる挿絵は、物語をいっそう魅力的にしている。ボーイスカウト運動の創生に大きな影響を与えた人物でもある。

## 幼少期
シートンは1860年にイギリスのサウスシールズで10人の息子と一人の娘の兄弟姉妹11番目の息子として生まれた（後二人生まれた内一人は息子なので、父ジョセフ・ローガン・トンプソンの息子はアーネストを入れて全部で12人）。父のジョセフ・ローガン・トンプソンは船会社を経営していたが事業の失敗から、シートンが5歳過ぎの時にカナダに移住した。父はカナダのオンタリオ州のリンゼーで4年間森の開拓などをしていたが、体調を崩したためにその後トロントに移り住み、会計士の仕事を始めた。
幼い頃のシートンは活発な少年であったと伝えられている。学校が終わるとよく森に行って探検をしていた。
高校を卒業したシートンは博物学者を志すが、厳しい父親の反対にあい、父親の薦める画家の道を歩み始める。アーネストの父ジョセフは謹厳なキリスト教徒であり、古典的紳士であった。アーネストによると、父は家族に対して「暴君」の他何物でもなかったという。父ジョセフの厳しかった逸話はいくつか残っている。謹厳なキリスト教徒の父は、日曜日は起きている時間は宗教的な勤めを行わなければならなかった、そればかりでなく読んでいい本もキリスト教に関する書籍だけだった。また、アーネストが少しでも反抗的な言動や態度があれば体罰があった（これに関しては、当時は体罰が一般的に行われていたので、ジョセフが一般人とかけ離れていた訳ではないことに留意したい）。そして極めつけは、アーネストが成人すると、生まれてから今までアーネストに使用した金の明細書を見せ、返済するように求めたほどである。  
そのような父の厳しさにも負けず、シートンはオンタリオ美術学校を優秀な成績で卒業したと伝えられている。またその頃から自身の好む、動物を題材とした絵がとても得意であったという。

## イギリスでの美術学校時代
1879年、オンタリオ美術学校卒業後、絵の勉強をするために単身イギリスに渡り、絵画の名門のロイヤル・アカデミー絵画彫刻学校に入学する。そこで博物学者を諦めていたシートンに再び博物学者を志すきっかけとなる出来事があった。イギリスで誉れ高い博物館、大英博物館との出会いである。
当初、大英博物館へ足を運んだのは、ロイヤル・アカデミー絵画彫刻学校の入学試験の課題である絵を描くために名画を見に行くのが目的であった。博物館には図書館もあり、シートンの興味を引く世界中の博物学書が沢山あった。しかし、図書館には21歳未満は入館することができない年齢制限があり、当時19歳のシートンは入館することができなかった。そのことを諦めきれないシートンは、図書館長よりイギリス王太子、イングランド国教会の大主教、首相の許可があれば21歳未満でも入館できると教えてもらう。いてもたってもいられないシートンは、駄目元で三者に手紙を書く。熱意が通じたのか幸運にも返事が返って来て、シートンは図書館長から一生涯使える館友券を手に入れることができた。こうしてシートンはそれから毎日、昼は博物館で絵を描き、夜は10時に図書室が閉館するまで、博物学の本を読み漁った。
しかし、その生活も長くは続かなかった。無理をしたためか体を壊して、トロントに帰郷することとなる。

## 画家として、博物学者として、そしてロボとの出会い
帰郷後しばらくして、体調が回復したシートンは、同じくカナダで農場を経営する兄の元で農場の手伝いをしながら、森林や草原に現われるさまざまな動物を観察して細かく記録したりして過ごす。
1883年、ニューヨークの出版社で動物の絵を書く仕事を始めたが、大自然への憧れを抑えることができず、カナダに戻る。
1890年、さらなる絵の勉強をするためにパリへ出るも、また大自然が恋しくなりカナダへ戻る。
1892年には5年間マニトバ州政府の博物学者となり、博物学の専門書2冊を刊行する。
1893年、33歳のシートンの元に知り合いのアメリカの実業家から「牧場の牛が狼に襲われて困っているので動物に詳しい貴方に助けて欲しい」との手紙が来たため、ニューメキシコへ向かう。この狼ロボを捕獲し終えると、フランスに渡る。
1895年、アメリカに戻る。1896年6月1日グレース・ギャラトンと結婚する。
1896年、米国に永住、11月14日ニューヨーク五番街123番地のアトリエで生活を始める。
1898年、数年間雑誌に発表した物語のうち8編（「ロボ」「銀の星」「ギザ耳坊や」「ビンゴ」「スプリングフィールドの狐」「だく足のマスタング」「ワリー」「赤襟巻」）を集め、第1作品集『私の知る野生動物』（Wild Animals I Have Known ）を刊行、大ヒットになる。シートンの名前は全米で知られるようになり、各地で講演を依頼され始める。

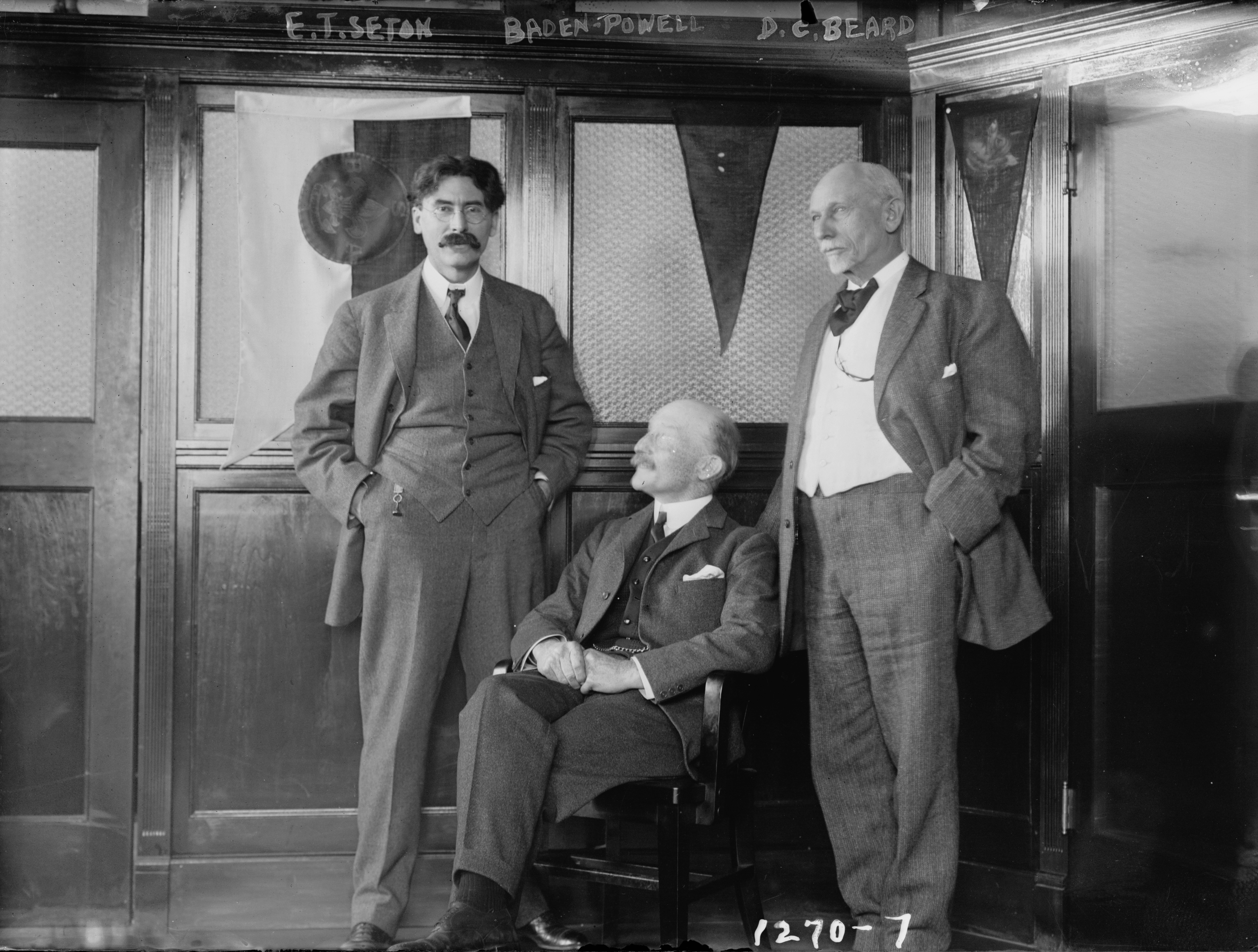
ボーイスカウト創設に尽くした、パウエル卿、ダン・ベアードと共に。左がシートン。

## 社会活動・晩年
1902年、コネチカットで少年キャンプを行い、ウッドクラフト・インディアンズという少年団を創設する。シートンの提唱したウッドクラフト（森林生活法）とは、インディアンの生活を理想とした素朴なエコロジーと自然主義であった。同時に雑誌「レディーズ・ホーム・ジャーナル」誌にウッドクラフトとキャンプについての連載を開始する。
1903年、「二人の小さな野蛮人」を出版し、ウッドクラフトの本格的な普及をはじめる。これをイギリスで普及させるため、軍人で青少年教育に関心の深いロバート・ベーデン・パウエルに手紙と著書を送ったことから、のちに彼がボーイスカウトを発足させる大きなきっかけとなる。
1904年、グレース・ギャラトンとの間に娘のアン（1904年 - 1990年）が誕生する。
1910年、米国ボーイスカウト連盟の理事長（チーフ・スカウト）も務めたが、1915年に他の指導者との意見の食い違いから袂を分かつことになる。その後もウッドクラフト・インディアンズで子供達に自然のすばらしさを教えたり、鳥類保護のための法律の施行にも尽力した。
1930年、ニューメキシコ州のサンタフェに移り住む。同年、アメリカの市民権を取得する。
1934年、長年連れ添ったグレース・ギャラトンと離婚する。
1935年、ジュリア・バトリー（ジュリア・モス・シートン夫人となる）と再婚する。3年後の1938年6月、養子Dee (Beulah) Seton Barberを迎えた。
1946年、老衰のためニューメキシコ州の自宅で死去。86歳没。

## その他
- シートンはアメリカで北米インディアンの研究も行っている。
- コンラート・ローレンツは著書「ソロモンの指環」のまえがきにおいて、シートンを「動物の研究に全生涯をかけてしまった」”大馬鹿者”として、パウル・アイパーやベンクト・ベールィと並び称して賛辞を贈っている。
- 内山賢次所有のシートン第一作品集「私の知る野生動物」が平岩米吉の目にとまり、内山は1935年にその日本語訳を平岩主催の「動物文学」誌上に発表した。これがシートン文学の日本初出である。
- ジュリア夫人による回想『燃えさかる火のそばで　シートン伝』（佐藤亮一訳、早川書房、新版2006年）がある。なおジュリアは1975年に没した。

## 著作
- 「シートン動物記」項を参照。